# FK Slavija
Maillots
Le FK Slavija Lukavica est un club de football bosnien basé à Istočno Sarajevo, fondé en 1908.

## Bilan sportif

### Palmarès
- Championnat de Yougoslavie
  - Vice-champion : 1936

- Championnat de République serbe de Bosnie
  - Champion : 2004

- Coupe de République serbe de Bosnie
  - Vainqueur : 2006, 2008

- Coupe de Bosnie-Herzégovine
  - Vainqueur : 2009
  - Finaliste : 2007

### Bilan européen
Note : dans les résultats ci-dessous, le score du club est toujours donné en premier
| Saison    | Compétition     | Tour             | Club          | Domicile | Extérieur | Total |
| --------- | --------------- | ---------------- | ------------- | -------- | --------- | ----- |
| 2007      | Coupe Intertoto | Premier tour     | UE Sant Julià | 3 - 2    | 3 - 2     | 6 - 4 |
| 2007      | Coupe Intertoto | Deuxième tour    | Oțelul Galați | 0 - 0    | 0 - 3     | 0 - 3 |
| 2009-2010 | Ligue Europa    | Deuxième tour Q  | Aalborg BK    | 3 - 1    | 0 - 0     | 3 - 1 |
| 2009-2010 | Ligue Europa    | Troisième tour Q | MFK Košice    | 0 - 2    | 1 - 3     | 1 - 5 |

Légende
- Victoire ou qualification pour le tour suivant
- Match nul
- Défaite ou élimination de la compétition